# Thalurania colombica
El zafiro coroniazul (Thalurania colombica) es una especie de ave apodiforme de la familia Trochilidae —los colibríes— perteneciente al género  Thalurania. Es nativa de América Central y del noroeste de América del Sur.

## Nombres comunes
Se le conoce también como  zafiro corona púrpura, ninfa coronada (en Panamá, Ecuador y Perú), ninfa coroniazul (en Colombia), ninfa verde-violeta o ninfa violeta y verde (en Costa Rica y Nicaragua),  ninfa selvática crestada (en Honduras), colibrí ninfa verde-violeta (en Costa Rica), tucusito coronado (en Venezuela) o ninfa coronimorada (en Ecuador).

## Distribución y hábitat
Se distribuye ampliamente desde el sur de Belice y este de Guatemala, por la vertiente caribeña de Honduras, Nicaragua y Panamá, y por la vertiente del Pacífico desde el centro oeste de Costa Rica hacia el sur. Hacia el este por el norte de Colombia hasta el noroeste de Venezuela, hacia el sur por el oeste de Colombia, oeste de Ecuador, hasta el extremo noroeste de Perú.
Esta especie es uno de los colibríes de bosque más comunes en la mayor parte de su área de distribución, en sus hábitats naturales: los bosques primarios húmedos y bordes adyacentes, bosques secundarios altos, claros cubiertos de maleza y vegetación semiabierta (plantaciones de café y cacao, jardines sombreados), evita las zonas abiertas y con matorrales. Durante la temporada reproductiva el macho se encuentra principalmente en el dosel, la hembra más en el sotobosque; en otras épocas ambos sexos se dan en todos los estratos, más abajo a lo largo de los bordes. Se reproduce desde el nivel del mar hasta 750 a 900 m de altitud en Costa Rica, hasta 1300 m en Panamá, hasta 1600 a 2000 m en Colombia y Venezuela, pero se da desde el nivel del mar localmente hasta 1200 m en la vertiente del Pacífico, y a 800 a 1900 m en las laderas del valle del río Cauca en Colombia. Registrada sólo hasta 950 m en el noroeste de Perú.

## Descripción
El macho adulto en promedio mide 10,2 cm de longitud y pesa 4,5 g. Este tiene una corona violeta, en la parte posterior de la cabeza, hombros y vientre, pecho y garganta verde brillante, parte baja de la espalda color verde, y la cola negro-azul profundamente ahorquillada. La hembra mide 8,4  a 9 cm de longitud y pesa 3,5 g; es verde brillante arriba y verde opaco abajo, con la garganta y el pecho gris. Su cola es redondeada; mayormente verde cerca del cuerpo, con la mitad inferior de un color azul oscuro y puntas blancas. Los machos jóvenes carecen de color violeta o iridiscencia y son de color bronce. Las hembras jóvenes tienen franjas amarillas en las plumas de la nuca, cara y rabadilla. Su llamado es un rápido y agudo «kip».

## Nido
El zafiro coroniazul hembra es completamente responsable por la construcción del nido y la incubación. Ella pone dos huevos blancos en un nido hecho de fibras de plantas en una rama horizontal a uno a cinco metros de altura. La incubación toma de 15 a 19 días, y emplumar les toma otros 20 o 26 días.

## Alimento
El alimento de estas especies es el néctar, tomado de una gran variedad de flores. Los machos se alimentan en el dosel, donde sus alimentos incluyen plantas epífitas, Ericaceae y bromelias, y defienden sus flores y matorrales en sus territorios de alimentación. Las hembras permanecen en el bosque. Después de alimentarse, ambos sexos se concentran en heliconias. Como otros colibrís, también comen insectos y arañas como una fuente esencial de proteínas.

## Sistemática

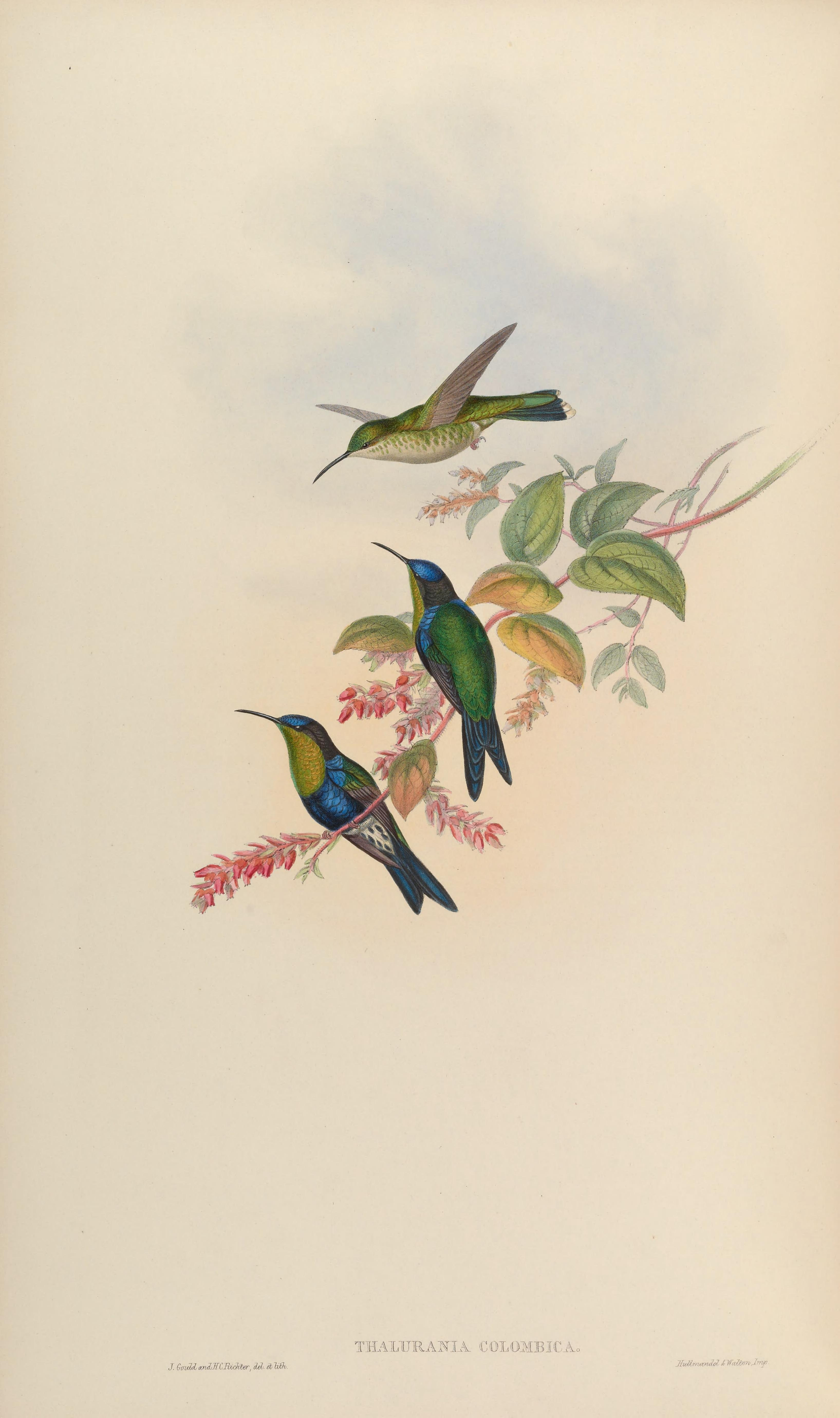
Thalurania colombica, ilustración de Gould y Richter en A monograph of the Trochilidae, or family of humming-birds 2, 1861.

### Descripción original
La especie T. colombica fue descrita por primera vez por el ornitólogo francés Jules Bourcier en 1843 bajo el nombre científico Ornismya colombica; su localidad tipo es: «Colombia», sugerido «San Agustín, valle del Magdalena».

### Etimología
El nombre genérico femenino «Thalurania» se compone de las palabras del griego «thalos» que significa ‘cría’, ‘vástago’ y «ouranos» que significa ‘cielo’; y el nombre de la especie «colombica» se refiere a Colombia, la localidad tipo.

### Taxonomía
El grupo de subespecies de corona verde integrado por los taxones fannyae, subtropicalis, verticeps e hypochlora, ya fue tratado como una especie separada Thalurania fannyi, pero este tratamiento parece inseguro y han sido unidas nuevamente como conespecíficas por el Comité de Clasificación de Sudamérica (SACC) en la Propuesta No 558, y seguido por las principales clasificaciones.
La subespecie hypochlora ya fue también tentativamente tratada como una especie separada, tanto de colombica como de fannyi, pero este tratamiento fue rechazado por el SACC en la Propuesta no 137.
La forma recientemente descrita como nueva especie T. nigricapilla Valdés-Velázques & Schuchmann, 2009, diferenciada sólo por la falta de corona iridiscente, actualmente se piensa que posiblemente esté basada en un juvenil de subtropicalis y no fue reconocida.

### Subespecies

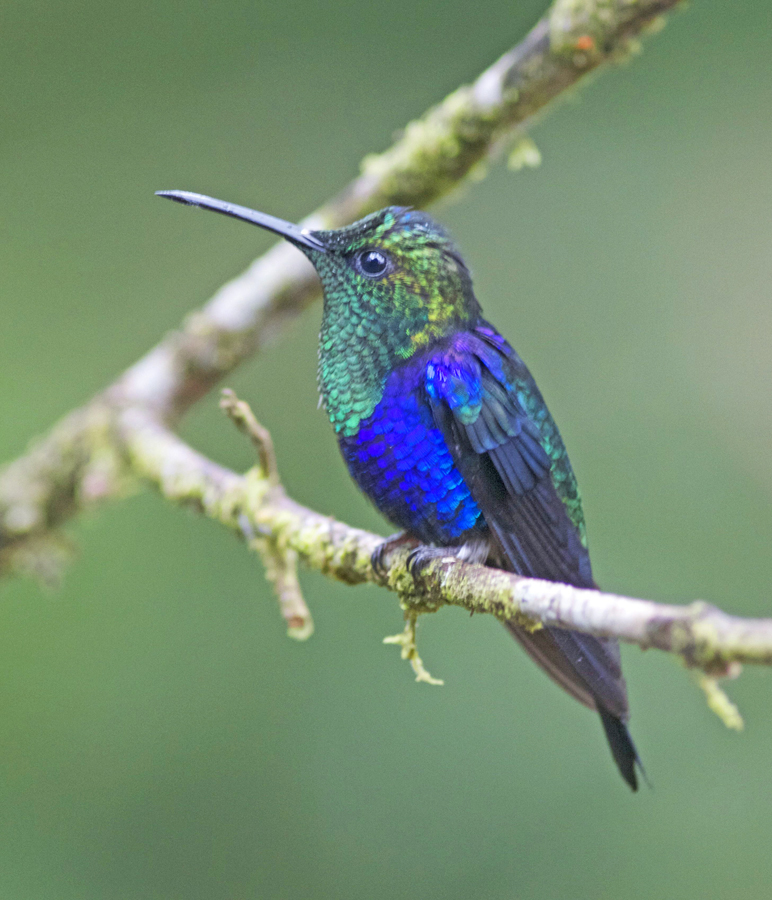
Thalurania colombica verticeps, noroeste de Ecuador.

Según las clasificaciones del Congreso Ornitológico Internacional (IOC) y Clements Checklist/eBird  se reconocen ocho subespecies, con su correspondiente distribución geográfica:
- Grupo politípico venusta/townsendi (corona violeta norteño):
  - Thalurania colombica townsendi Ridgway, 1888 – del este de Guatemala al este de Honduras.
  - Thalurania colombica venusta (Gould), 1851 – del este de Nicaragua al centro de Panamá.

- Grupo politípico colombica/rostrifera (corona violeta colombiano):
  - Thalurania colombica colombica (Bourcier), 1843 – norte de Colombia (hacia el sur hasta la cabecera del valle del río Magdalena) y noroeste de Venezuela (Andes al sur del norte de Lara).
  - Thalurania colombica rostrifera Phelps Sr. & Phelps Jr., 1956 – oeste de Venezuela (suroeste de Táchira).

- Grupo politípico fannyae (corona verde):
  - Thalurania colombica fannyae (Delattre & Bourcier), 1846 – este de Panamá (este de San Blás, Darién) hasta el suroeste de Colombia.
  - Thalurania colombica subtropicalis Griscom, 1932 – centro oeste de Colombia en el valle del río Cauca y a lo largo de los adyacentes Andes centrales y occidentales.
  - Thalurania colombica verticeps (Gould), 1851 – vertiente pacífica de los Andes occidentales del extremo suroeste de Colombia (oeste de Nariño) y oeste de Ecuador (norte de Los Ríos, sur de Manabí, norte de Guayas).

- Grupo monotípico hypochlora (vientre esmeralda):
  - Thalurania colombica hypochlora Gould, 1871 – tierras bajas del Pacífico del sur de Ecuador (noreste de Guayas, suroeste de Chimborazo) y noroeste de Perú (Tumbes).